# Warrick Dunn
Warrick De'Mon Dunn (født 5. januar 1975 i Baton Rouge, Louisiana, USA) er en tidligere amerikansk footballspiller, der spillede i NFL som running back. Han spillede for to klubber gennem sin 12 sæsoner lange karriere, Tampa Bay Buccaneers og Atlanta Falcons.
Dunn er en af kun få running backs i NFL's historie, der har løbet for over 10.000 yards i sin karriere i ligaen. Tre gange, i 1997, 2000 og 2005 er han blevet udtaget til Pro Bowl, NFL's All Star-kamp.

## Klubber
- Tampa Bay Buccaneers (1997–2001)
- Atlanta Falcons (2002–2007)
- Tampa Bay Buccaneers (2008)